# Université du Massachusetts à Boston
L'université du Massachusetts à Boston (University of Massachusetts Boston ou UMass Boston) est un établissement d'enseignement supérieur américain, situé à Boston, dans le quartier de Dorchester. Il s'agit d'une université publique fondée en 1852 sous le nom de Boston State College. Elle est fréquentée par plus de 10 000 étudiants. Elle fait partie du réseau de l'université du Massachusetts.

## Personnalités liées

### Étudiants
- Joseph Abboud, styliste
- Jen Beagin, romancière
- William Bratton, responsable de la police et haut fonctionnaire
- Annissa Essaibi George, femme politique tuniso-américaine
- John F. Kelly, haut fonctionnaire
- Joseph P. Kennedy II, homme politique
- Gina McCarthy, scientifique et personnalité politique
- Thomas Menino, homme politique
- Janet Mills, femme politique
- Eileen Myles, femme de lettres